# 전욱력
전욱력(顓頊曆)은 고대 중국의 진나라 ~ 전한 원봉 6년(기원전 105년)까지 사용된 태음태양력 계열의 역법으로, 전한 이전에 사용된 것으로 알려진 고육력 중 하나이다.

## 개요
정확한 제정 시기는 여러 설이 있으나, 전국 시대 ~ 시황제의 중국 통일(기원전 221년) 사이로 추정된다. 진나라의 뒤를 이은 전한에서도 태초력 제정 이전까지 102년간 사용하였다.
19년 7윤월의 장법을 채용하여, 1태양년을 ⁠365+1/4⁠(=365.25)일, 1삭망월을 ⁠29+499/940⁠(≒29.53085)일로 하는 사분력이었다.
또 10월을 한 해의 시작으로 하고, 윤달은 마지막 달인 9월의 뒤(후9월)에 두는 연종치윤법(年終置閏法)을 이용하였다. 10월은 그대로 10월이라고 불렀고, 정월은 입춘이 있는 달로 규정하여 이십사절기의 기점으로 삼았다. 단, 진나라 때 정월은 시황제의 휘 정(政)을 피하여 단월(端月)이라고 불렀다.
《신당서》 역지(曆志)에서는 일행의 말을 인용하여, 갑인년 정월 갑인일 인시에 해와 달이 합삭(合朔)하는 해가 기준년으로, 이를 토대로 계산한 기원전 366년부터 사용되었다고 주장하여 오랫동안 사실로 여겨졌다. 그러나 실제로 계산한 결과, 해당 연도의 해당 시점의 합삭은 사시에 일어난 것으로 확인되었다.
1972년, 산둥성 린이 현에서 출토된 은작산한간을 통하여 전욱력에 관하여 상당 부분이 해명되었다.